# Rychlobruslení na Zimních olympijských hrách 1960
Závody v rychlobruslení se na Zimních olympijských hrách 1960 ve Squaw Valley uskutečnily ve dnech 20.–27. února 1960 na otevřené dráze Squaw Valley Olympic Skating Rink.

## Přehled
Ve Squaw Valley měly olympijskou premiéru ženské závody, na programu tedy bylo celkem 8 závodů, čtyři pro muže a čtyři pro ženy. Muži startovali na tratích 500 m, 1500 m, 5000 m a 10 000 m, ženy na tratích 500 m, 1000 m, 1500 m a 3000 m.

## Medailové pořadí zemí
| Pořadí  | Země                           | Zlato | Stříbro | Bronz | Celkově |
| ------- | ------------------------------ | ----- | ------- | ----- | ------- |
| 1.      | Sovětský svaz (URS)            | 6     | 3       | 3     | 12      |
| 2.      | Norsko (NOR)                   | 2     | 1       | 0     | 3       |
| 3.      | Tým sjednoceného Německa (EUA) | 1     | 1       | 0     | 2       |
| 4.      | Polsko (POL)                   | 0     | 1       | 1     | 2       |
| 4.      | Spojené státy americké (USA)   | 0     | 1       | 1     | 2       |
| 6.      | Finsko (FIN)                   | 0     | 0       | 1     | 1       |
| 6.      | Nizozemsko (NED)               | 0     | 0       | 1     | 1       |
| 6.      | Švédsko (SWE)                  | 0     | 0       | 1     | 1       |
| Celkově | Celkově                        | 9     | 7       | 8     | 24      |

## Muži

### 500 m
| Pořadí           | Jméno              | Země                   | Čas        | Ztráta |
| ---------------- | ------------------ | ---------------------- | ---------- | ------ |
| Zlatá medaile    | Jevgenij Grišin    | Sovětský svaz          | 40,2 (=WR) | 0,0    |
| Stříbrná medaile | William Disney     | Spojené státy americké | 40,3       | +0,1   |
| Bronzová medaile | Rafael Grač        | Sovětský svaz          | 40,4       | +0,2   |
| 4.               | Hasse Wilhelmsson  | Švédsko                | 40,5       | +0,3   |
| 5.               | Gennadij Voronin   | Sovětský svaz          | 40,7       | +0,5   |
| 6.               | Alv Gjestvang      | Norsko                 | 40,8       | +0,6   |
| 7.               | Terry McDermott    | Spojené státy americké | 40,9       | +0,7   |
| 7.               | Toivo Salonen      | Finsko                 | 40,9       | +0,7   |
| 9.               | Fumio Nagakubo     | Japonsko               | 41,1       | +0,9   |
| 10.              | Eddie Rudolph      | Spojené státy americké | 41,2       | +1,0   |
| 10.              | Jurij Malyšev      | Sovětský svaz          | 41,2       | +1,0   |
| 10.              | Henk van der Grift | Nizozemsko             | 41,2       | +1,0   |

### 1500 m
| Pořadí           | Jméno             | Země                     | Čas    | Ztráta |
| ---------------- | ----------------- | ------------------------ | ------ | ------ |
| Zlatá medaile    | Roald Aas         | Norsko                   | 2:10,4 | 0,0    |
| Zlatá medaile    | Jevgenij Grišin   | Sovětský svaz            | 2:10,4 | 0,0    |
| Bronzová medaile | Boris Stenin      | Sovětský svaz            | 2:11,5 | +1,1   |
| 4.               | Jouko Jokinen     | Finsko                   | 2:12,0 | +1,6   |
| 5.               | Per-Olof Brogren  | Švédsko                  | 2:13,1 | +2,7   |
| 5.               | Juhani Järvinen   | Finsko                   | 2:13,1 | +2,7   |
| 7.               | Toivo Salonen     | Finsko                   | 2:13,1 | +2,7   |
| 8.               | André Kouprianoff | Francie                  | 2:13,3 | +2,9   |
| 9.               | Helmut Kuhnert    | Tým sjednoceného Německa | 2:13,6 | +3,2   |
| 10.              | Raymond Gilloz    | Francie                  | 2:14,2 | +3,8   |

### 5000 m
| Pořadí           | Jméno              | Země          | Čas    | Ztráta |
| ---------------- | ------------------ | ------------- | ------ | ------ |
| Zlatá medaile    | Viktor Kosičkin    | Sovětský svaz | 7:51,3 | 0,0    |
| Stříbrná medaile | Knut Johannesen    | Norsko        | 8:00,8 | +9,5   |
| Bronzová medaile | Jan Pesman         | Nizozemsko    | 8:05,1 | +13,8  |
| 4.               | Torstein Seiersten | Norsko        | 8:05,3 | +14,0  |
| 5.               | Valerij Kotov      | Sovětský svaz | 8:05,4 | +14,1  |
| 6.               | Oleg Gončarenko    | Sovětský svaz | 8:06,6 | +15,3  |
| 7.               | Ivar Nilsson       | Švédsko       | 8:09,1 | +17,8  |
| 7.               | Keijo Tapiovaara   | Finsko        | 8:09,1 | +17,8  |
| 9.               | André Kouprianoff  | Francie       | 8:10,4 | +19,1  |
| 10.              | Raymond Gilloz     | Francie       | 8:11,5 | +20,2  |

### 10 000 m
| Pořadí           | Jméno              | Země                   | Čas          | Ztráta |
| ---------------- | ------------------ | ---------------------- | ------------ | ------ |
| Zlatá medaile    | Knut Johannesen    | Norsko                 | 15:46,6 (WR) | 0,0    |
| Stříbrná medaile | Viktor Kosičkin    | Sovětský svaz          | 15:49,2      | +2,6   |
| Bronzová medaile | Kjell Bäckman      | Švédsko                | 16:14,2      | +27,6  |
| 4.               | Ivar Nilsson       | Švédsko                | 16:26,0      | +39,4  |
| 5.               | Terence Monaghan   | Velká Británie         | 16:31,6      | +45,0  |
| 6.               | Torstein Seiersten | Norsko                 | 16:33,4      | +46,8  |
| 7.               | Olle Dahlberg      | Švédsko                | 16:34,6      | +48,0  |
| 8.               | Juhani Järvinen    | Finsko                 | 16:35,4      | +48,8  |
| 9.               | Keijo Tapiovaara   | Finsko                 | 16:37,2      | +50,6  |
| 10.              | Ross Zucco         | Spojené státy americké | 16:37,6      | +51,0  |

## Ženy

### 500 m
| Pořadí           | Jméno               | Země                     | Čas       | Ztráta |
| ---------------- | ------------------- | ------------------------ | --------- | ------ |
| Zlatá medaile    | Helga Haaseová      | Tým sjednoceného Německa | 45,9 (OR) | 0,0    |
| Stříbrná medaile | Natalja Dončenková  | Sovětský svaz            | 46,0      | +0,1   |
| Bronzová medaile | Jeanne Ashworthová  | Spojené státy americké   | 46,1      | +0,2   |
| 4.               | Tamara Rylovová     | Sovětský svaz            | 46,2      | +0,3   |
| 5.               | Hacue Takemizawaová | Japonsko                 | 46,6      | +0,7   |
| 6.               | Klara Gusevová      | Sovětský svaz            | 46,8      | +0,9   |
| 6.               | Elwira Seroczyńská  | Polsko                   | 46,8      | +0,9   |
| 8.               | Fumie Hamaová       | Japonsko                 | 47,4      | +1,5   |
| 9.               | Doreen Ryanová      | Kanada                   | 47,7      | +1,8   |
| 10.              | Kathy Mulhollandová | Spojené státy americké   | 47,9      | +2,0   |

### 1000 m
| Pořadí           | Jméno               | Země                     | Čas         | Ztráta |
| ---------------- | ------------------- | ------------------------ | ----------- | ------ |
| Zlatá medaile    | Klara Gusevová      | Sovětský svaz            | 1:34,1 (OR) | 0,0    |
| Stříbrná medaile | Helga Haaseová      | Tým sjednoceného Německa | 1:34,3      | +0,2   |
| Bronzová medaile | Tamara Rylovová     | Sovětský svaz            | 1:34,8      | +0,7   |
| 4.               | Lidija Skoblikovová | Sovětský svaz            | 1:35,3      | +1,2   |
| 5.               | Hacue Takemizawaová | Japonsko                 | 1:35,8      | +1,7   |
| 5.               | Helena Pilejczyková | Polsko                   | 1:35,8      | +1,7   |
| 7.               | Fumie Hamaová       | Japonsko                 | 1:36,1      | +2,0   |
| 8.               | Jeanne Ashworthová  | Spojené státy americké   | 1:36,5      | +2,4   |
| 9.               | Eevi Huttunenová    | Finsko                   | 1:37,2      | +3,1   |
| 10.              | Iris Sihvonenová    | Finsko                   | 1:37,3      | +3,2   |

### 1500 m
| Pořadí           | Jméno                  | Země                     | Čas         | Ztráta |
| ---------------- | ---------------------- | ------------------------ | ----------- | ------ |
| Zlatá medaile    | Lidija Skoblikovová    | Sovětský svaz            | 2:25,2 (WR) | 0,0    |
| Stříbrná medaile | Elwira Seroczyńská     | Polsko                   | 2:25,7      | +0,5   |
| Bronzová medaile | Helena Pilejczyková    | Polsko                   | 2:27,1      | +1,9   |
| 4.               | Klara Gusevová         | Sovětský svaz            | 2:28,7      | +3,5   |
| 5.               | Valentina Steninová    | Sovětský svaz            | 2:29,2      | +4,0   |
| 6.               | Iris Sihvonenová       | Finsko                   | 2:29,7      | +4,5   |
| 7.               | Christina Scherlingová | Švédsko                  | 2:31,5      | +6,3   |
| 8.               | Helga Haaseová         | Tým sjednoceného Německa | 2:31,7      | +6,5   |
| 9.               | Elsa Einarssonová      | Švédsko                  | 2:32,9      | +7,7   |
| 10.              | Fumie Hamaová          | Japonsko                 | 2:33,3      | +8,1   |

### 3000 m
| Pořadí           | Jméno                  | Země                   | Čas         | Ztráta |
| ---------------- | ---------------------- | ---------------------- | ----------- | ------ |
| Zlatá medaile    | Lidija Skoblikovová    | Sovětský svaz          | 5:14,3 (OR) | 0,0    |
| Stříbrná medaile | Valentina Steninová    | Sovětský svaz          | 5:16,9      | +2,6   |
| Stříbrná medaile | Eevi Huttunenová       | Finsko                 | 5:21,0      | +6,7   |
| 4.               | Hacue Takemizawaová    | Japonsko               | 5:21,4      | +7,1   |
| 5.               | Christina Scherlingová | Švédsko                | 5:25,5      | +11,2  |
| 6.               | Helena Pilejczyková    | Polsko                 | 5:26,2      | +11,9  |
| 7.               | Elwira Seroczyńská     | Polsko                 | 5:27,3      | +13,0  |
| 8.               | Jeanne Ashworthová     | Spojené státy americké | 5:28,5      | +14,2  |
| 9.               | Tamara Rylovová        | Sovětský svaz          | 5:30,0      | +15,7  |
| 10.              | Jošiko Takanová        | Japonsko               | 5:30,9      | +16,6  |

## Program
| Den    | Datum          | Závod         |
| ------ | -------------- | ------------- |
| den 3  | 20. února 1960 | 500 m ženy    |
| den 4  | 21. února 1960 | 1500 m ženy   |
| den 5  | 22. února 1960 | 1000 m ženy   |
| den 6  | 23. února 1960 | 3000 m ženy   |
| den 7  | 24. února 1960 | 500 m muži    |
| den 8  | 25. února 1960 | 5000 m muži   |
| den 9  | 26. února 1960 | 1500 m muži   |
| den 10 | 27. února 1960 | 10 000 m muži |

## Zúčastněné země
- Austrálie (2)
- Dánsko (1)
- Finsko (7)
- Francie (3)
- Itálie (3)
- Japonsko (8)
- Jižní Korea (5)
- Kanada (5)
- Nizozemsko (5)
- Norsko (6)
- Polsko (2)
- Rakousko (2)
- Sovětský svaz (9)
- Spojené státy americké (15)
- Švédsko (4)
- Tým sjednoceného Německa (12)
- Velká Británie (2)